# 퀴외스티 카르힐라
퀴외스티 케이요 엔시오 카르힐라(Kyösti Keijo Ensio Karhila: 1921년 5월 2일 - 2009년 9월 16일)는 핀란드의 공군 군인이다. 제2차 세계 대전 당시 에이스 전투조종사로 공인된 격추수는 32¼기다.
카르힐라는 제32, 30, 32, 34, 24비행대대에서 복무했다. 탑승 기체는 미국제 커티스 P-36 호크(13¼기 격추), 독일제 메서슈미트 Bf 109G(19기 격추)이다.